# 呂鏜
呂鏜（1454年—？），字廷韶，直隸真定府晉州人，民籍，明朝政治人物。

## 生平
順天府鄉試第一百十一名舉人。弘治三年（1490年）中式庚戌科會試第二百四十名，三甲第一百三十六名進士。授武进县知县。十一年南京都察院理刑，十二年四月实授南京湖广道監察御史，十四年七月清理山东、河南屯田，正德元年（1506年）九月升山西布政司左参议，其任御史時劾论武昌知府陈晦不谨事，巡抚官汤全等勘无实迹，正德二年十二月追罪之，杖三十，除名为民。

## 家族
曾祖呂成；祖父呂傑，倉大使 贈主事；父呂正，右參政。前母劉氏（贈宜人）；母劉氏。永感下。